# Cruciata pedemontana
Cruciata pedemontana är en måreväxtart som först beskrevs av Carlo Antonio Lodovico Bellardi, och fick sitt nu gällande namn av Friedrich Ehrendorfer. Cruciata pedemontana ingår i släktet korsmåror, och familjen måreväxter.

## Underarter
Arten delas in i följande underarter:
- C. p. pedemontana
- C. p. procumbens